# Kurt Sellers
Kurt Sellers (20 de marzo de 1983), más conocido como K.C. James o James Curtis, es un luchador profesional retirado estadounidense que anteriormente trabajo para la World Wrestling Entertainment.

## Carrera

### Inicios
James empezó su carrera entrenando junto a CM Punk, Colt Cabana, Brad Bradley y Adam Pearce con Rockin' Randy y la NAWF. Ganó el NAWF North American Title.

### International Wrestling Association
James luchó durante un tiempo en Puerto Rico para la IWA, haciendo equipo con Glamour Boy Shane, Bison Smith y Chet the Jet. Ganó el Campeonato Intercontinental y ganó tres veces el Campeonato por Parejas. Además, fue parte de la Compañía de Savio Vega y tuvo como mánager a Jose Chapparo. También luchó contra un luchador llamado Carlito, una parodia de Carlito. Tras esto se enfeudó con Miquel Pérez Jr, Chicano, Slash Venom, Glamour Boy Shane, Rikishi y Invader#1, acabando cuando fue contratado por la OVW.

### Ohio Valley Wrestling

#### 2006
Tras llegar a la OVW, ganó junto a Roadkill el Campeonato Sureño por Parejas tras vencer a The Untouchables (Domino y Deuce Shade) el 5 de abril de 2006, perdiéndolos el 27 de mayo ante Shad Gaspard y Neighborhoodie.
Tras esto, fue llamado para que se incorporara al roster de la World Wrestling Entertainment.

### World Wrestling Entertainment

#### 2006
El 4 de agosto de 2006, James hizo su debut en SmackDown! cuando fue introducido por Michelle McCool junto a Idol Stevens como una de sus "mascotas favoritas". Junto a Idol Stevens derrotó a Funaki y Scotty 2 Hotty con la ayuda de McCool.
Las siguientes semanas derrotaron a los campeones por parejas Paul London y Brian Kendrick en una lucha no-titular. Lucharon frente a los campeones y "The Pit Bulls" hasta que Kid Kash fue liberado ppr su contrato, perdiendo ante Brian Kendrick y Paul London en No Mercy.

### Ohio Valley Wrestling

#### 2007
Tras retirarse McCool por lesión, el equipo se disovió en marzo de 2007. Tras esto volvió a la OVW junto a Cassidy O'Reilly como The James Boys. El 29 de junio de 2007, The James Boys derrotaron a Major Brothers, ganando el Campeonato Sureño por Parejas  En septiembre, James empezó a luchar en dark matches para la WWE. El 9 de octubre, James peleó en la ECW como "James Curtis" frente a Kevin Thorn,  siendo derrotado. Apareció una vez más bajo el gimmick de Curtis el 30 de octubre, perdiendo ante CM Punk. Tras esto, derrotó a Colt Cabana el 17 de noviembre, ganando el Campeonato de la Televisión de la OVW.  Defendió el título ante Cody Rhodes el 14 de diciembre. 

#### 2008
Tras esto, apareció una vez más el 1 de enero de 2008 en la ECW contra Shelton Benjamin. El 5 de febrero de 2008, apareció otra vez en la ECW, perdiendo ante Kofi Kingston. El 20 de febrero, Curtis perdió el Campeonato de la Televisión de la OVW frente a Jamin Olivencia. Después de un periodo de inactividad reapareció en la edición de ECW del 22 de julio periendo contra Evan Bourne su última lucha en la WWE fue el 5 de agosto en la ECW siendo derrotado por Braden Walker el 8 de agosto fue liberado de su contrato con la WWE

### International Wrestling Association (2008-presente)
James regresó a Puerto Rico y empezó a luchar en la International Wrestling Association (IWA) debutando el 6 de septiembre atacando a Savio Vega.

## En lucha
- Movimientos finales y de firma
  - Rydeen bomb
  - Spinning side slam
  - Missile dropkick

- Mánagers
  - Kenny Bolin
  - Michelle McCool
  - Mini-B

## Campeonatos y logros
- International Wrestling Association
  - IWA Intercontinental Heavyweight Championship (1 vez)
  - IWA World Tag Team Championship (3 veces) - con Glamour Boy Shane (1) y Chet Jablonski (2)

- Ohio Valley Wrestling
  - OVW Southern Tag Team Championship (5 veces) - con Roadkill (1) y Kassidy James (4)
  - OVW Television Championship (1 vez)

- World Wrestling Entertainment
  - FCW Florida Tag Team Championship (1 vez) - con Tyler Rex